# 寧芙花園
寧芙花園（Garden of Ninfa）是位於義大利中部拉齊奧大區拉蒂納省奇斯泰爾納迪拉蒂納的一座花園。園林的總面積達105公頃，其中景觀花園部分達8公頃。包含中世纪的废墟、几棵橡树、柏树和杨树、草场、来自世界各地的各种外来植物、许多水道以及生长在废墟石墙上的大量玫瑰。附近的城镇包括诺尔马和塞尔莫内塔。花園內有中世紀的遺跡以及來自義大利各地的植物，被譽為世界最浪漫的花園之一。寧芙花園仍爲私人所有，由Roffredo Caetani基金会管理。它在4月至11月的固定时间向公众开放，參觀需提前預約。

## 圖庫

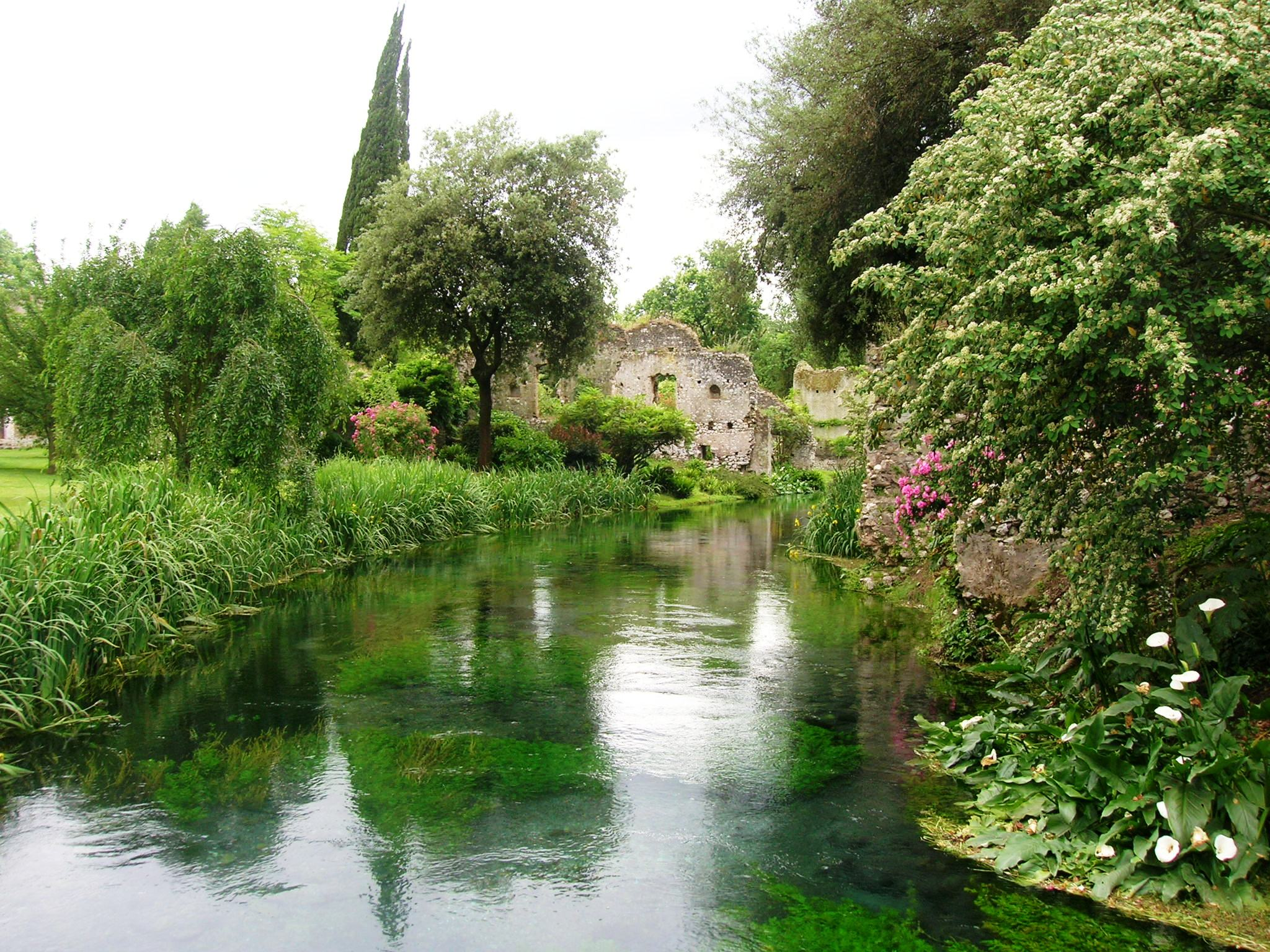
宁芙花园
中世纪城堡
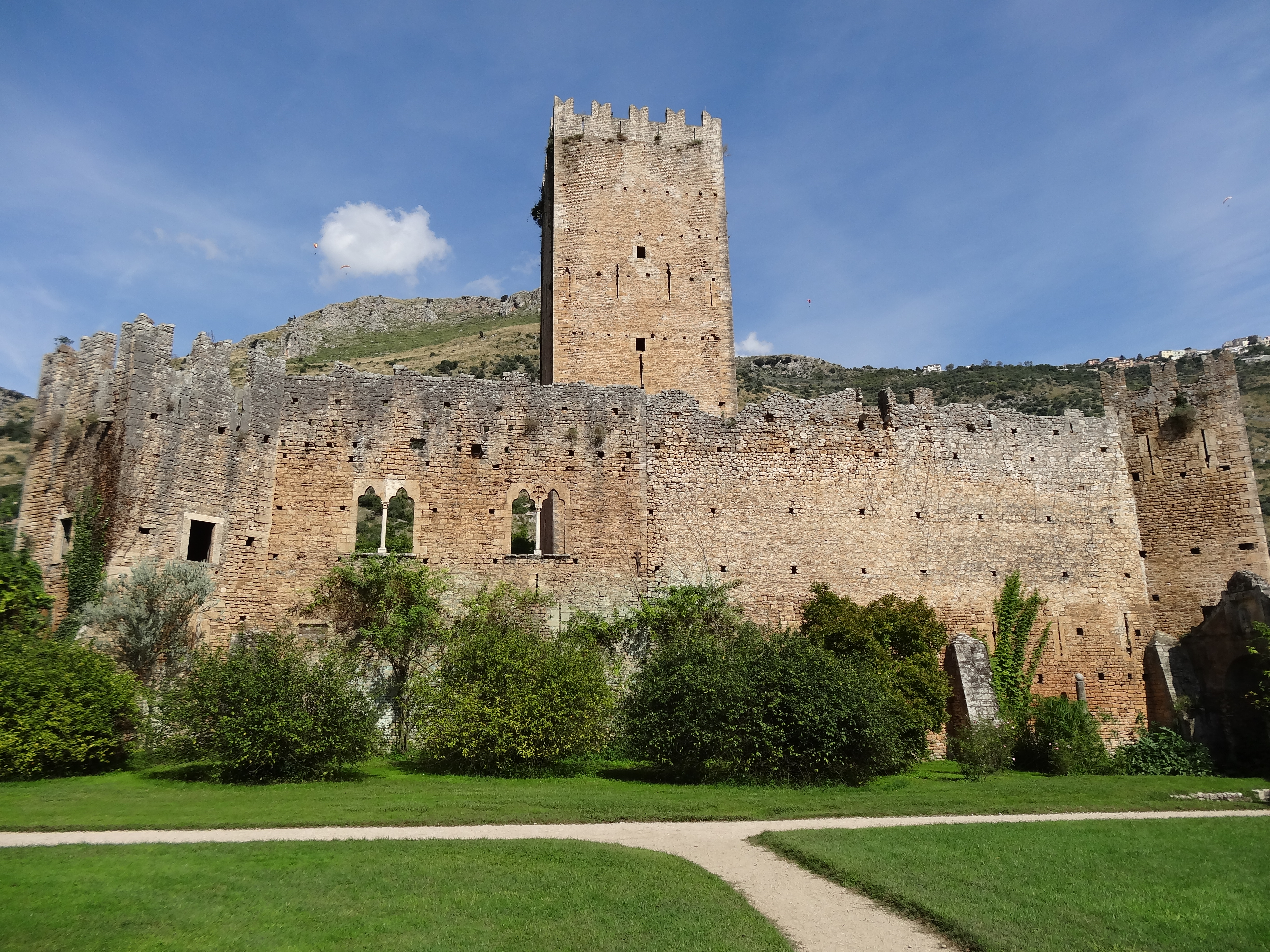
中世纪城堡
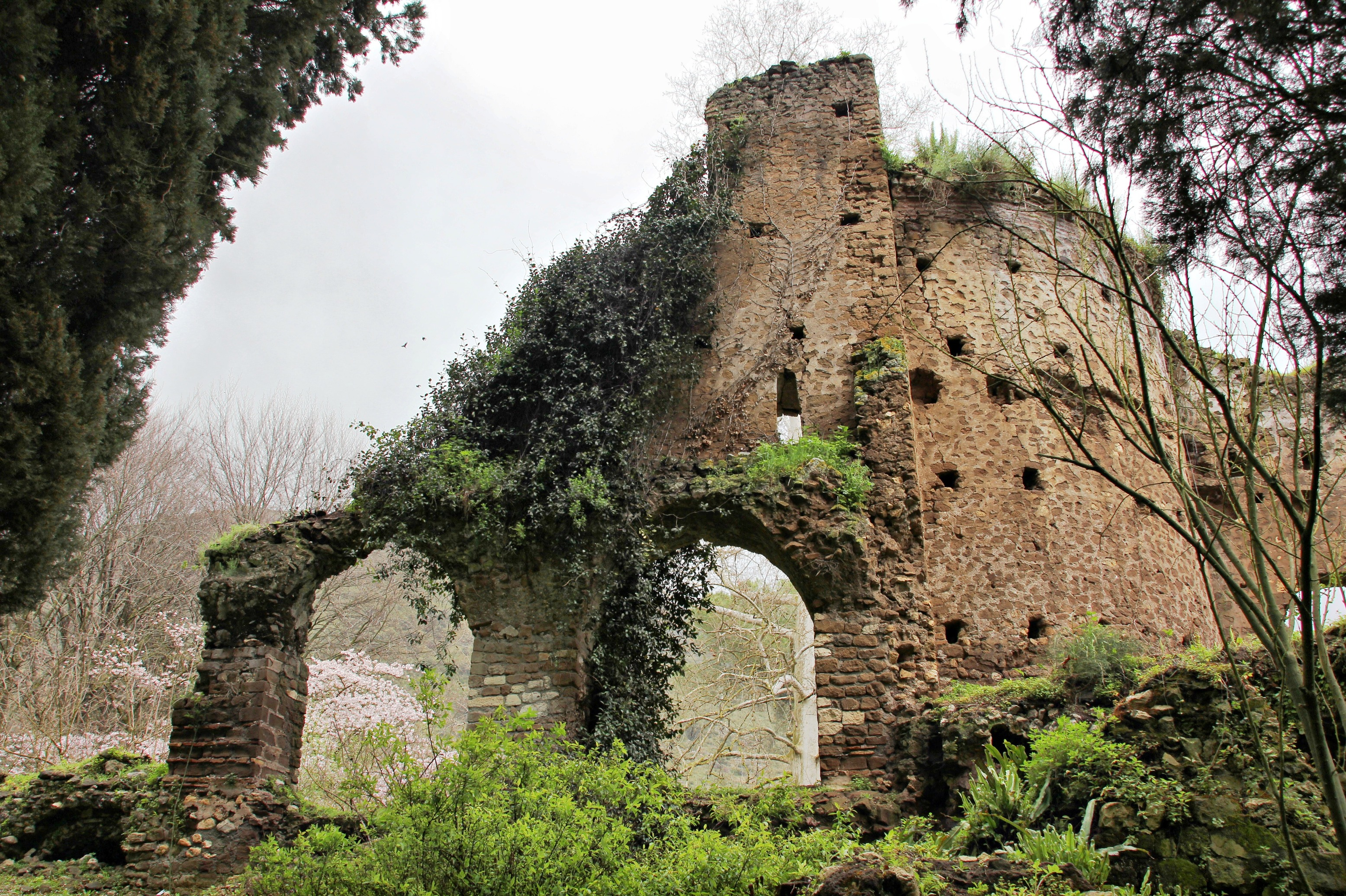
圣母大教堂遗址
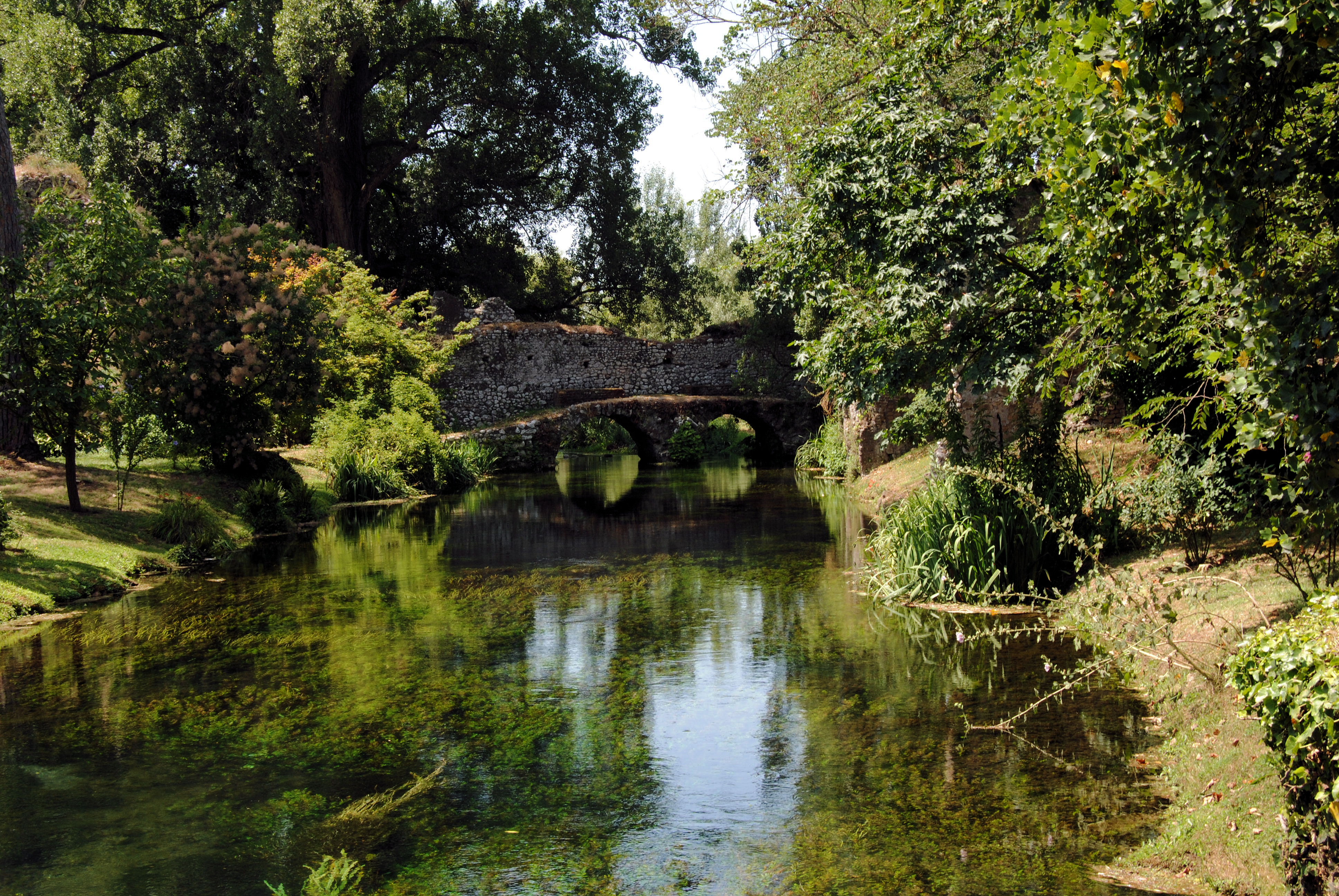
屠宰场老桥

## 外部連結
- Fondazione Roffredo Caetani （页面存档备份，存于）